# هلال كروي

تَظْهَرُ الدائرتان العظميان خطوطًا سوداء رقيقة، في حين الهلال الكروي (الموضح بالأخضر) محدد بخطوط سوداء سميكة. تعرِّف هذه الهندسة أيضًا الأهلّة ذات الزوايا الكبرى: و

في الهندسة الكروية، الهلال الكروي أو الشُقَّة الكروية هو سطح على كرة يحده نصف دائرتين عظميين تلتقيان عند نقاط متقابلة. إنه مثال على المضلع الثنائي، {2}θ، بزاوية ثنائية السطح θ.

## المساحة

هلال دائرة كاملة،

مساحة هلال كروي هي 2θ×R 2، حيث R هو نصف قطر الكرة و θ هي الزاوية ثنائية السطح بالتقدير الدائري بين نصف دائرتين عظميين.
عندما تساوي هذه الزاوية 2π راديان (360 درجة) - أي عندما يتحرك النصف الثاني من الدائرة العظمى بدورة كاملة، ويغطي الهلال الموجود بينهما الكرة كمضلع أحادي كروي - تعطي صيغة مساحة الهلال الكروي 4πR 2، مساحة سطح الكرة .